# Rókus (Szeged)
Rókus Szeged egyik városrésze.

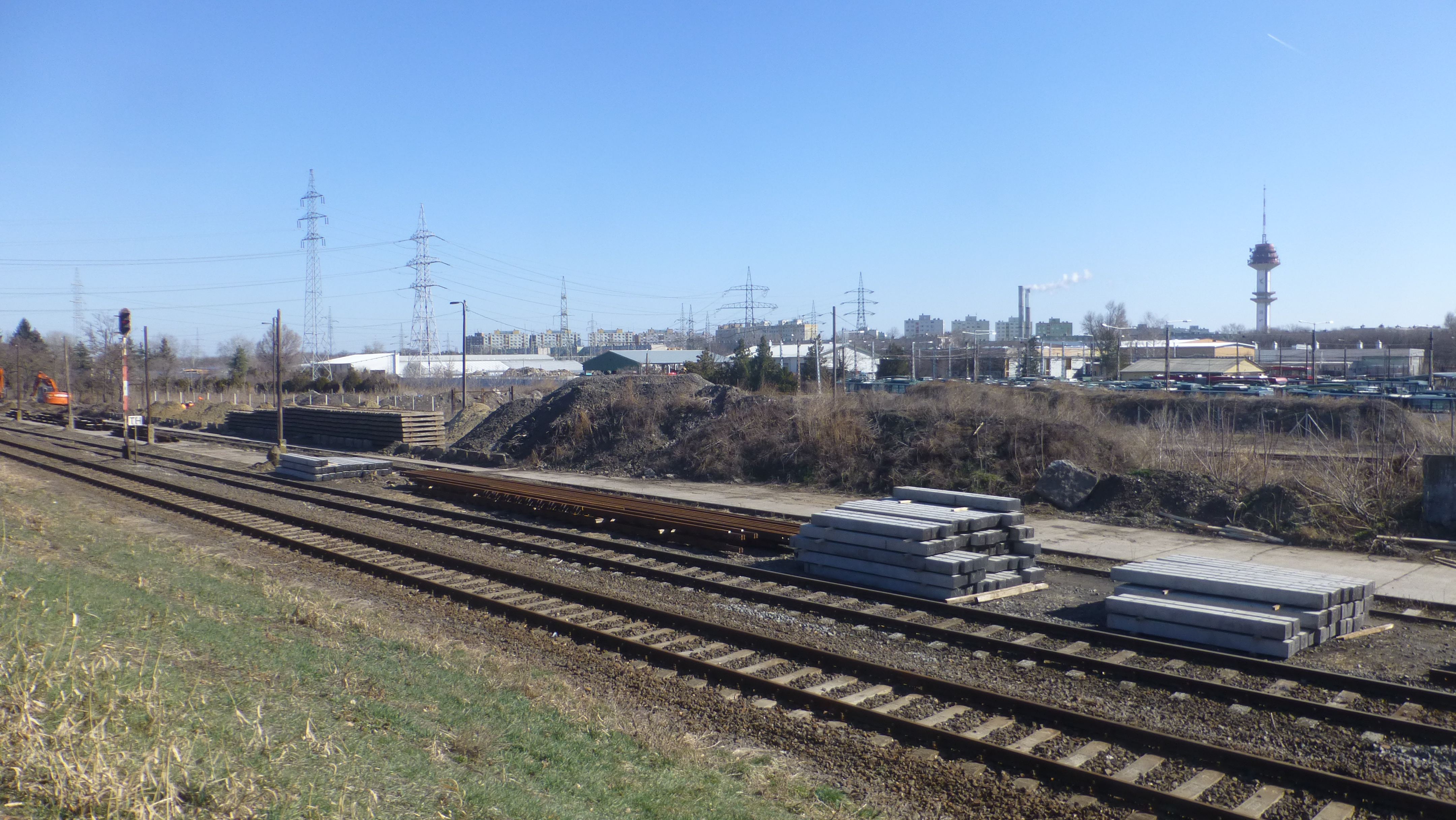
Újrókus a felöl

A tágan értelmezett (szeged-újrókusi lakótelep, Öreg-Rókus, Rókus-Móraváros északi része) városrészben – melynek lakossága ma hozzávetőlegesen 20-25 ezer fő – egészen a második világháborúig a város szegényebb anyagi helyzetű lakosai éltek. Rókus több kisebb városrészből létesült. Lakói leginkább Felsőváros és más városrészek lakói közül kerültek ki, később a zsidók is itt telepedtek meg. Céhen kívüli mesteremberek, napszámosok, kukoricatermelők, disznóhizlalók, juhvágók és szappanfőzők városrésze volt. Csak 1880-ban hoztak olyan intézkedést, amely megtiltotta az ötnél több sertés itteni tartását. E tevékenységből fejlődött ki a szegedi szalámiipar is.
Az 1750-1790 közötti iratokban Kukoricaváros néven is emlegették, a sok sertéshizlaló aklai mellett ugyanis közvetlen ott voltak kukoricaföldjeik is. A rókusiakat tréfásan kukoricapolgárnak, kukoricagyereknek is hívták. (In: Péter L. (1974): Szeged utcanevei. Somogyi Könyvtár, Szeged, 305.-306. o.)
Az 1738-as szegedi pestisjárványtól való megszabadulásért fogadalomból kápolnát építettek a mai szeged-rókusi templom helyén. 1805-ben alapították meg itt a mai plébániát, 1829-ben pedig templom építésébe kezdtek, melyet 1833-ban szenteltek fel. A mai templomot 1905 és 1909 között Raichle J. Ferenc szabadkai műépítész építette fel, neogótikus stílusban. Kovácsoltvas munkák Kónya Györgyöt dicsérik. Védőszentje Szent Rókus.
1944-ben a környék zsidó lakosságát Szeged-Rókus pályaudvarról deportálták. Szenvedésükre többek között a Cserzy Mihály utca végén felállított emlékmű utal.
Az 1950-es, '60-as évektől lényeges arculatváltáson ment át a városrész. A hagyományos, földszintes beépítésű, falusias arculatú paraszt-, polgárlakóházak egy részét lebontották, és többszintes, modern(ebb) lakóépületeket emeltek a helyükre. Rókus városrész északi részén az 1970-es, '80-as években kiterjedt lakótelepeket építettek, melyeknek a fizikai, épületgépészeti állapota – az ország más lakótelepeihez hasonlóan – mára leromlott.
A hagyományos rókusi településrész átalakulási folyamata az 1990-es rendszerváltás után is tovább folytatódott. Néhány esetben a még üres, fákkal borított telkeket is (a maximális megengedhető mértékig) beépítették. Legújabban épült, épül a szintén Rókuson létesült Tesco áruház mögött a Franciahögy lakópark.
A Szeged-Rókus városrész lakó- és munkafunkciót egyaránt betölt. Közintézmények (például SZTK, kórházak, óvodák, általános iskolák, a Dugonics András Piarista Gimnázium és temploma, Károlyi Mihály Kollégium, Csillag börtön) és – főleg ipari – munkahelyek (például Seprűgyár, Szegedi Öntöde, Gyufagyár, Szilánk Rt. (üvegipari vállalkozás), DÉGÁZ Rt. székhelye), ill. a Szegedi VSE labdarúgópályája is itt található. Az elmúlt évek során számos üzeme csődbe ment (például Szegedi Ruhagyár, Szegedi Konzervgyár), melyek ingatlanjain most több kisebb-nagyobb cég osztozik. Saját pályaudvara van a MÁV Szeged–Kötegyán-vasútvonalán (Szeged-Rókus vasútállomás), és a városi helyközi buszállomás is itt található, illetve marad. Rókuson található a Szeged Plaza is.

## Külső hivatkozások
- Szeged honlapja
- Szeged-Csanádi Egyházközség Szeged-rókusi plébánia Archiválva 2015. április 2-i dátummal a Wayback Machine-ben
- Szegedi séták - útikalauz képekkel Archiválva 2008. május 24-i dátummal a Wayback Machine-ben